# Трећи босански корпус НОВЈ
Трећи босански корпус био је корпус Народноослободилачке војске Југославије формиран је 9. новембра 1942, наредбом Врховног команданта НОВ и ПОЈ Јосипа Броза Тита, као Први босански народноослободилачки ударни корпус. У састав корпуса ушле су све јединице на територији Босне и Херцеговине: Четврта и Пета крајишка дивизија, Шеста пролетерска источнобосанска бригада и партизански одреди из Босанске крајине.
За команданта корпуса постављен је Коста Нађ, а за политичког комесара Осман Карабеговић. Формирањем Штаба корпуса, престао је да постоји Оперативни штаб за Босанску крајину, пошто су његове функције пренете на Штаб корпуса.
Од снага и кадрова корпуса створена су 11. маја 1943. два корпуса. У саставу Првог босанског корпуса остала је Пета крајишка дивизија, као и  Шеста источнобосанска и Мајевичка бригада и Сремски, Бирчански и Шековићки партизански одред. У састав новоформираног Другог босанског корпуса прешле су Четврта и Десета крајишка дивизија. Октобра 1943. Први босански корпус је наредбом Врховног штаба НОВ и ПОЈ преименован у Трећи босански корпус.

## Ратни пут Трећег корпуса
Након формирања Другог крајишког корпуса (Пети крајишки корпус) линија раздвајања оперативних зона два корпуса углавном је представљала река Босна. У октобру 1943. Корпус је ојачан новоформираном 27. источнобосанском дивизијом. Кад је у марту 1944. формирана 36. војвођанска дивизија, Шеснаеста воjвођанска дивизија издвојена је из састава корпуса и припојена новоформираном Дванаестом војвођанском корпусу. У априлу је Седамнаеста источнобосанска дивизија фактички, а нешто касније и формално издвојена из састава корпуса и упућена у Санџак. Након тога, корпус су сачињавале 27,новоформирана 38. источнобосанска дивизија и локални партизански одреди.
Корпус је учествовао у Првој и Другој тузланској операцији, и трпео је крупне офанзивне ударе немачке Друге оклопне армије. У децембру 1943. нашао се у захвату операција „Кугелблиц“ и „Шнештурм”, а од марта до маја 1944. трпео је притисак дуготрајне офанзиве V СС корпуса. Коначно је ослободио Тузлу 17. септембра 1944, након чега је био у средишту оштрих и драматичних борби током пробоја Групе армија Е. У децембру 1944. био је под симултаним ударом немачког 34. армијског корпуса и главнине четника под личном командом Михаиловића. Ова четничка офанзива завршила се драматичном али успешном одбраном у самим предграђима Тузле од 24. до 28. децембра 1944. године.
Током завршних операција Југословенске армије, Корпус је био потчињен Штабу Друге армије и учествовао у Сарајевској операцији и уништавању мањих група четника у долини Неретве и Сутјеске, као и на Романији и у уништењу последњих упоришта усташа у Посавини.

## Командни састав корпуса
- Команданти корпуса:
  - Коста Нађ — од формирања корпуса до септембра 1944.
  - Владо Поповић — током септембра и октобра 1944.
  - Перо Косорић — од октобра 1944. до краја рата
- Политички комесари корпуса:
  - Осман Карабеговић — од формирања корпуса до јула 1943.
  - Владо Поповић — од јула 1943. до септембра 1944.
  - Дане Олбина — од септембра до децембра 1944.
  - Блажо Ђуричић — од децембра 1944. до краја рата
- Начелници Штаба корпуса:
  - Бранко Пољанац — од формирања корпуса до маја 1943.
  - Јован Вукотић — од јула 1943. до августа 1944.
  - Перо Косорић — до августа до октобра 1944.
  - Руди Петовар — од октобра 1944. до краја рата